# Jemeel Moondoc

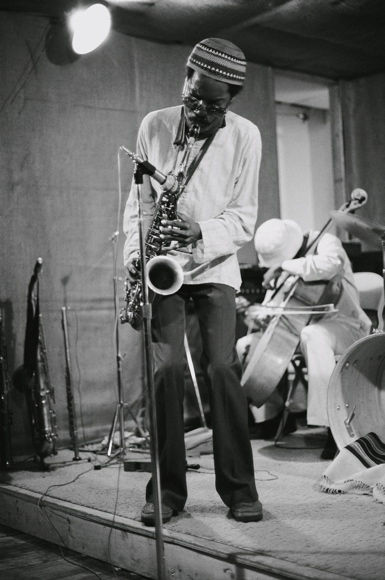
Jemeel Moondoc

Jemeel Moondoc (* 5. August 1946 in Chicago, Illinois; † 29. August 2021) war ein US-amerikanischer Jazzmusiker (Altsaxophon, gelegentlich Sopransaxophon, Komposition).

## Leben und Wirken
Moondoc spielte stark improvisationsbetonten Jazz in der Tradition Cecil Taylors und Ornette Colemans. Er studierte zunächst Klarinette und Klavier, bevor er mit 16 Jahren zum Saxophon wechselte. Während seines Studiums begann er sich für Jazz zu interessieren und wurde ein Schüler Cecil Taylors an der Universität von Wisconsin in Madison. Danach zog er nach New York City, wo er die Formation Ensemble Muntu gründete, der auch die Musiker William Parker, Roy Campbell und Rashid Bakr angehörten. 1977 wurde das erste Album der Gruppe, First Feeding auf Moondocs eigenem Label Muntu veröffentlicht. Anschließend arbeitete er mit Ed Blackwell und Fred Hopkins (Judy’s Bounce auf Soul Note), gründete aber auch sein The Jus Grew Orchestra (mit Bern Nix), das mehrere Jahre lang wöchentlich im Neither Nor oder im Nuyorican Poets Café auftrat. In den 1990er Jahren setzte er seine Zusammenarbeit mit Parker auf dem Album New World Pygmies (1998) fort. Auf dem Vision-Festival 2003 traten er und Connie Crothers mit einem Quintett auf. Auch arbeitete er mit Khan Jamal (Balafon Dance, 2002) und mit Steve Swell. 2019 trat er auf dem Vision-Festival mit seiner Band Alto Gladness mit den Saxophonkollegen Idris Ackamoor und Bobby Zankel sowie William Parker und Gerald Cleaver auf. Tom Lord verzeichnet 41 Aufnahmen von Moondoc zwischen 1974 und 2018.

## Diskographie
- The Muntu Recordings (1975–1979)
- Konstanze’s Delight (1983)
- Nostalgia in Times Square (1986)
- Tri-P-Let (1996)
- Fire in the Valley (1997)
- New World Pygmies (1998), mit William Parker
- Jemeel Moondoc Vtet Revolt of the Negro Lawn Jockeys (Eremite Records 2000)
- Jemeel Moondoc &  The Jus Grew Orchestra: Spirit House (2000)
- Jemeel Moondoc & William Parker with Hamid Drake: New World Pygmies Vol. 2 (2001)
- The Jemeel Moondoc All-Stars Live in Paris (2002)
- Jus Grew Orchestra Live at the Vision Festival (Ayler Records 2003)
- Jemeel Moondoc / Dennis Charles: We Don’t (Eremite Records 2003)
- Live at Glenn Miller Café, Vol. 1 (2003)
- Jemeel Moondoc / Connie Crothers: Two (2012)
- The Zookeeper’s House (2013, mit Roy Campbell, Steve Swell, Matthew Shipp, Hill Green, Newman Baker)
- Jemeel Moondoc & Hilliard Greene: Cosmic Nickelodeon (2016)
- The Astral Revelations (2018)